# Anita Gillette
Anita Gillette (Baltimore (Maryland), 16 augustus 1936), geboren als Anita Luebben, is een Amerikaanse actrice.

## Biografie
Gillette is geboren in Baltimore (Maryland) maar groeide op in Rossville (Maryland), en heeft de high school doorlopen aan de Kenwood High Schoo in Essex (Maryland). Hierna ging zij naar de Peabody Conservatory in Mount Vernon (Maryland). 
Gillette begon met het acteren in het theater, zij maakte in 1959 haar debuut op Broadway in het toneelstuk Gypsy, hierna heeft zij nog meerdere rollen gespeeld op off-Broadway en Broadway. In 1978 werd zij genomineerd voor een Tony Award voor haar rol in het toneelstuk Chapter Two.
Gillette begon in 1961 met acteren voor televisie in de televisieserie Route 66. Hierna heeft zij nog meerdere rollen gespeeld in televisieseries en films zoals Bob & Carol & Ted & Alice (1973), Quincy, M.E. (1979-1983), Moonstruck (1987), She's the One (1996), The Guru (2002), The War at Home (2005-2007) en CSI: Crime Scene Investigation (2005-2012).
Gillette was getrouwd en heeft uit dit huwelijk twee zonen.

## Filmografie

### Films
Uitgezonderd korte films.
- 2022 Bleecker - als Cleopatra
- 2012 The Fitzgerald Family Christmas - als Rosie
- 2006 Hiding Victoria – als Althea Jaffery
- 2006 The Last Adam – als Betty Adams
- 2005 The Great New Wonderful – als Lainie
- 2004 Shall We Dance? – als miss Mitzi
- 2002 The Guru – als mrs. McGee
- 2001 Dinner and a Movie – als Heddie
- 2001 Early Bird Special – als Betty
- 1998 Charlie Hoboken – als stiefmoeder
- 1997 A Christmas Memory – als Callie
- 1996 The Summer of Ben Tyler – als Suellen
- 1996 She's the One – als Carol
- 1996 Larger Than Life – als moeder
- 1995 Boys on the Side – als Elaine
- 1992 Bob Roberts – als mrs. Davis
- 1991 Undertow – als Marlene
- 1988 Bum Rap – als dronken vrouw
- 1987 Moonstruck – als Mona
- 1985 Brass – als zuster Mary Elizabeth
- 1980 Marathon – als Anita
- 1977 It Happened at Lakewood Manor – als Peggy Kenter
- 1976 A Matter of Wife… and Death – als Helen Baker
- 1970 George M! – als Ethel Levy Cohan
- 1968 Pinocchio – als blauwe fee

### Televisieseries
Uitgezonderd eenmalige gastrollen.
- 2018 - 2022 After Forever - als Frannie - 10 afl.
- 2015 Public Morals - als Eileen - 2 afl.
- 2005 – 2012 CSI: Crime Scene Investigation – als Lily Flynn – 4 afl.
- 2010 Law & Order: Special Victims Unit – als rechter Sheilla Tripler – 2 afl.
- 2007 – 2010 30 Rock – als Margaret Lemon – 2 afl.
- 2005 – 2007 The War at Home – als Betty – 5 afl.
- 2000 Normal, Ohio – als Joan Gamble – 7 afl.
- 1988 – 1989 Almost Grown – als Vi Long – 13 afl.
- 1982 – 1983 Quincy, M.E. – als dr. Emily Hanover – 16 afl.
- 1982 Another World – als Loretta Shea - ? afl.
- 1979 – 1980 The Baxters – als Nancy Baxter - ? afl.
- 1977 All That Glitters – als Nancy Langston - ? afl.
- 1973 Bob & Carol & Ted & Alice – als Alice Henderson – 12 afl.
- 1972 Me and the Chimp – als Liz Reynolds – 13 afl.
- 1967 – 1968 The Edge of Night – als Franki - ? afl.

## Theaterwerk opBroadway
- 1983 – 1986 Brighton Beach Memoirs – als Blanche Morton
- 1979 – 1981 They're Playing Our Song – als Sonia Walsk
- 1977 – 1979 Chapter Two – als Jennie Malone
- 1969 – 1970 Jimmy – als Betty Compton
- 1966 – 1969 Cabaret – als Sally Bowles
- 1966 – 1968 Don't Drink the Water – als Susan Hollander
- 1965 Guys and Dolls – als Sarah Brown
- 1965 Kelly – als Angela Crane
- 1962 – 1963 Mr. President – als Leslie Henderson
- 1962 All American – als Susan
- 1961 – 1963 Carnival! – als zigeuner / Lili
- 1959 – 1961 Gypsy – als Thelma / June

- Bibliothèque nationale de France: cb141815276 (data)
- Gemeinsame Normdatei: 134771788
- International Standard Name Identifier: 0000 0000 5517 9838
- Library of Congress Control Number: n87922151
- SNAC: w6wr33kg
- Virtual International Authority File: 46971450
- WorldCat: E39PBJvd4RThryB3BpJ8jBFVG3